# Episteme semiclara
Episteme semiclara är en fjärilsart som beskrevs av Hanan Bytinski-salz 1939. Episteme semiclara ingår i släktet Episteme och familjen nattflyn. Inga underarter finns listade i Catalogue of Life.